# タブロイド

国際的な新聞判型の比較

タブロイド（英: tabloid）とは、新聞判型のひとつである。元々このサイズを採用していた新聞がセンセーショナルな事件報道やゴシップ報道などに力を入れる大衆紙であったことから、転じて大衆紙の報道スタイルを指す語としても用いられる。タブロイド判とも呼ばれる。

## 概要

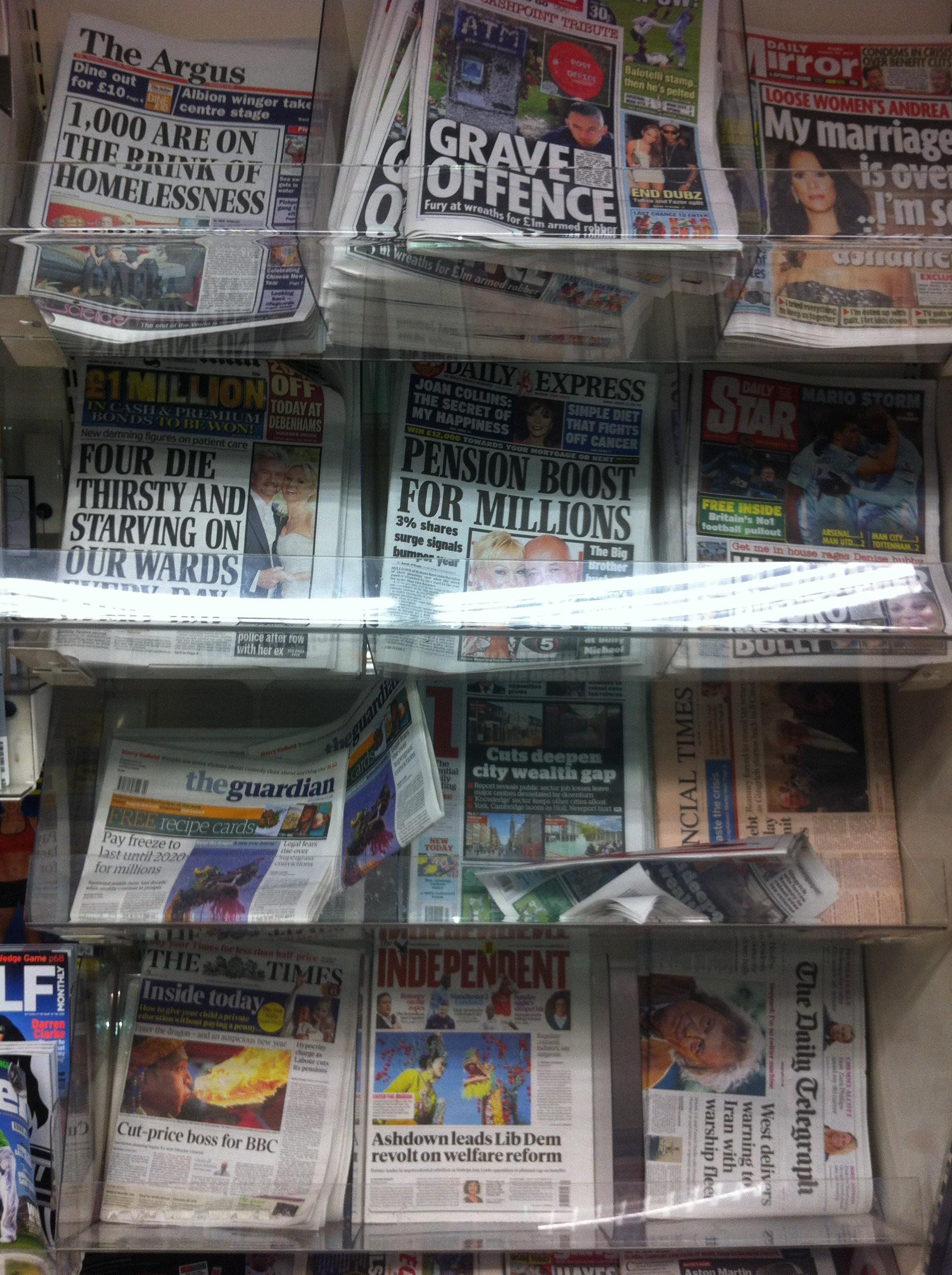
英国各紙（タブロイド判型化した高級紙も混じる）

国際的にはおよそ285×400ミリメートル (mm) （11¼×15¾インチ) 前後の判型をタブロイド判と称し、大型の新聞判型であるブロードシート判 (375×600mm) やノルディッシュ判 (400×570mm) にちなみ、「ハーフ＝ブロードシート」(Half-broadsheet) 、「ノルディック・ハーフ」(Nordic half) などと称する場合もある。
ハーフ・ベルリナー判（235×315mm前後) を広義のタブロイド判に含める場合も見られる。
日本では、主に輪転印刷機に用いるロール紙の国内ローカルサイズに基づく判型である「ブランケット判」(406×545mm) の半分にあたる273×406mmを「タブロイド判」と称している。また、1950年に施行された公職選挙法では、選挙運動のために使用するポスターは「タプロイド型（長さ四十一センチメートル、巾二十八センチメートル）を超えてはならない。」と規定されていた。

## 歴史
1880年代後半に、ロンドンとアメリカ合衆国に本社を置く製薬会社であるバロウズ・ウェルカム・アンド・カンパニーが、それまで一般的だった粉薬を圧縮整形して服用を容易にした固形製剤の錠剤 (tablet) を開発し、「タブロイド」(Tabloid) の商品名で発売した。
「タブロイド」錠剤はイギリスで広く普及したことから、1914年に英ソッピース社が生産した小型複葉スポーツ飛行機が「ソッピース・タブロイド」と命名されるなど、20世紀初めにかけて小型のものを示す言葉として「タブロイド」が流行語となり、紙面など内容をまとめて簡略化した短い報道記事も「タブロイド」と称された。

### レッドトップス・タブロイド紙
1896年、イギリスで最初の大衆紙として『デイリー・メール』が創刊されたが、同紙は1970年代までブロードシート判を採用した。新聞判型としての「タブロイド判」が登場したのは1918年で、大衆紙『ザ・サン』『デイリー・スター』『デイリー・ミラー』などに広く採用された。
タブロイド判を採用したイギリスのこれらの新聞は、題字が赤いことにちなんで「レッドトップス」(Red tops) とも呼ばれ、犯罪やスポーツ、性、ゴシップ記事などを、虚報も交えて扇情的に報道することで部数を獲得する編集スタイルを現代に至るまで貫き、名誉棄損で訴えられるケースも少なくない。結果としてイギリスでは、これらの報道機関や報道姿勢を示す言葉として「タブロイド・プレス」(Tabloid press) の語が定着した。
アメリカ合衆国でも1920年前後にタブロイド判を採用した『デイリーニューズ』『ニューヨーク・デイリー・ミラー』『ニューヨーク・イヴニング・グラフィック』の各紙が誕生し、当時の大手メディアが醜聞と考え避けていた犯罪報道や性、ゴシップ記事を競って掲載したが、アメリカでは扇情的な過熱報道は次第に影をひそめた。

### コンパクト・タブロイド紙
20世紀後半になると、紙面改革に取り組み始めた欧米の高級紙が、通勤中にも読みやすい小型の判型としてタブロイド判に着目した。1970年代にイギリスの『デイリー・メール』と『デイリー・エクスプレス』がブロードシート判からタブロイド判に移行し、『デイリー・メール』は旧来のレッドトップス紙のイメージから脱却を企図して新しい判型に「コンパクト判」(Compact) の名称を提唱した。
小型の判型は現代的で特徴的な紙面作りに有利で、イギリスでは2007年以降に『スコッツマン』や『タイムズ』などが相次いでタブロイド判へ移行し、紙面デザインを刷新した。アメリカでも『ニューヨーク・ポスト』『フィラデルフィア・デイリー・ニュース』『ボストン・ヘラルド』などがタブロイド判へ移行したが、「地下鉄版」や「地方版」だけをタブロイド判にしている社もある。
タブロイド判の小ささを避け、イギリスの『ガーディアン』やフランスの『ル・モンド』など、タブロイド判より一回り大きいベルリナー判で紙面の小型化を実現する社も増えている。

### 日本の全紙タブロイド化
1947年（昭和22年）、学童用教科書の用紙不足が深刻化したため、同年3月9日、日本新聞協会所属の116社は週2回（日・月）の新聞をタブロイド判で発行することとした。この措置は同年5月まで続けられた。

## タブロイド判の新聞

### イギリス

#### レッドトップス紙
- ザ・サン
- ニュース・オブ・ザ・ワールド[注釈 1]
- デイリー・スター
- デイリー・ミラー
- サンデー・ピープル
- デイリー・スポーツ

#### コンパクト紙
- デイリー・メール - 1971年にブロードシート判からタブロイド判に移行。
- デイリー・エクスプレス
- インディペンデント
- タイムズ
- ガーディアン・ウイークリー - 2007年にタブロイド判からハーフ・ベルリナー判 (235mm×315mm) に移行。本紙のガーディアンは2006年にベルリナー判を採用。
- スコッツマン

### アメリカ合衆国
- ナショナル・エンクワイアラー
- ウィークリー・ワールド・ニューズ
- ザ・スター
- ザ・グローブ
- ザ・エグザミナー
- ニューヨーク・ポスト
- デイリーニューズ
- ニューズデー
- シカゴ・サンタイムズ
- ボストン・ヘラルド
- 日刊サン[注釈 2]
- ミラ

### 日本
- 夕刊フジ - 大衆紙。2025年に休刊。
- 日刊ゲンダイ - 大衆紙
- SANKEI EXPRESS - ダイジェスト。2016年に休刊
- フジサンケイ ビジネスアイ - 経済紙。2021年に休刊
- しんぶん赤旗日曜版 - 政党機関紙。週刊紙では発行部数最多
- 東海日日新聞 - 地方紙
- プロスポーツ - 競輪の専門紙。2019年に休刊
- TOKYO HEADLINE - 東京23区で配布する無料紙
- 萬朝報 (1892年 - 1940年)
- 東京レディコング (1990年 - 1991年)
- ショッパー (1971年 - )
  - 東京都八王子市・日野市・町田市、神奈川県相模原市で配布する無料地域情報紙[3]。2014年に地域新聞社が発行元の東京新聞ショッパー社[4]の子会社化を決定[5]。

### 台湾
- 蘋果日報
- 爽報 - 台北地下鉄無料報
- Upaper - 台北地下鉄無料報
- 旺報

### 中国
- 新京報 - 環球時報

### 北朝鮮
- The Pyongyang Times - 英字紙